# 天主教比萨总教区

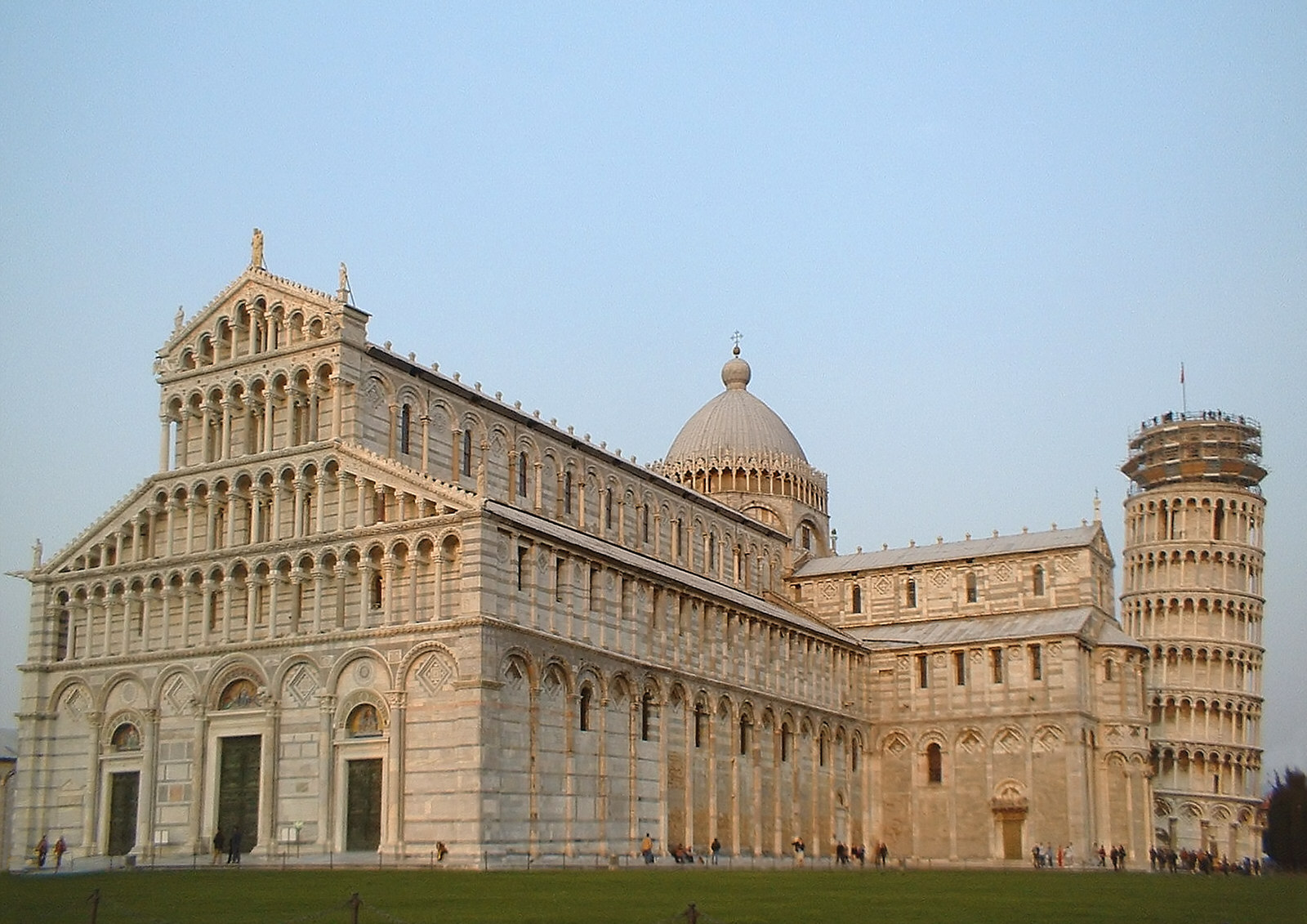
比萨主教座堂

天主教比萨总教区（拉丁语：Archidioecesis Pisana）是罗马天主教在意大利中部设立的一个教区，成立于4世纪，1092年升格为总教区。辖区人口31万，其中天主教徒30.5万。主教座堂设于奇迹广场的比萨主教座堂。